# Snapchat
Snapchat è un'app multimediale per smartphone e tablet ideata da Evan Spiegel, Bobby Murphy e Reggie Brown, studenti dell'Università di Stanford, nel settembre 2011. La caratteristica principale di Snapchat è consentire agli utenti della propria rete di inviare messaggi di testo, foto e video visualizzabili solo per 24 ore. La prima versione dell'app, da cui Snapchat si è in seguito evoluta, si basava sulla condivisione di foto da persona a persona grazie all'impostazione "Storie", che permetteva di inserire sull'app contenuti che sarebbero spariti dalla piattaforma dopo 24 ore. L’applicazione permette la condivisione della geolocalizzazione al proprio gruppo di amici; si tratta di una scelta volontaria richiesta dagli sviluppatori di Snapchat.

## Storia

### Genesi
Secondo vari documenti e dichiarazioni, Reggie Brown ha sottoposto la sua bozza di Snapchat a Evan Spiegel, il quale aveva avuto una precedente esperienza commerciale. Brown e Spiegel in seguito hanno aggiunto un nuovo membro al loro duo, Bobby Murphy, un esperto di programmazione. I tre nei mesi seguenti hanno lavorato in stretto contatto pubblicando infine Snapchat, che allora si chiamava ancora "Picaboo". Questa applicazione è stata lanciata sul sistema operativo iOS l'8 luglio 2011. Questa data non è stata solo importante per il lancio dell'applicazione, ma anche per la decisione di Spiegel e Murphy di esonerare da ogni carica Reggie Brown, distruggendo così il trio. L'app è stata rilanciata col nome Snapchat nel settembre 2011. Questa volta il team si è maggiormente concentrato sull'utilizzabilità e sugli aspetti tecnici, piuttosto che sulle tecniche di marketing. Un'eccezione a questa decisione radicale è stata la scelta da parte di Brown di tenere la mascotte disegnata da lui e chiamata "Ghostface Chillah". L'8 maggio 2012, Reggie Brown ha inviato un'e-mail a Evan Spiegel durante il loro ultimo anno a Stanford, in cui ha chiesto ai due possessori di Snapchat di ottenere un rinegoziazione della sua quota dell'app (essendo il terzo creatore). Gli avvocati di Snapchat, inoltre, hanno affermato che Brown non aveva mai avuto alcun legame creativo con il prodotto. Nel settembre 2014, Spiegel e Murphy hanno nominato anche Brown tra degli inventori di Snapchat, accreditando sul suo conto $157.500.000.

### Sviluppo
Nel maggio 2012 sono state inviate 25 immagini al secondo, mentre a partire dal 28 novembre 2012 gli utenti all’app hanno condiviso oltre un miliardo di foto sull'app Snapchat iOS, con 20.000.000 di foto condivise ogni giorno. In seguito al successo sul sistema operativo iOS, Snapchat viene lanciata su Android l’8 novembre 2012. Nel giugno 2013 esce la nuova versione di Snapchat, la 5.0, anche soprannominata “Banquo”. In questa versione Snapchat ha migliorato la velocità e il design dell’app. Sempre nel giugno 2013, Snapchat ha aggiunto una nuova funzione per gli utenti sotto i 13 anni, chiamata “Snapkidz”, la quale permetteva agli utenti di scattare foto che però non potevano essere inviate ad altri utilizzatori, ma solo essere salvate sul loro dispositivo. Secondo le statistiche pubblicate da Snapchat, a partire da maggio 2015, gli utenti dell'app inviavano 2.000.000.000 di video al giorno, entro novembre, invece, la quota era già salita a 6.000.000.000. Entro il 2016, Snapchat ha raggiunto 10.000.000.000 di visualizzazioni video al giorno. A settembre 2016, Snapchat Inc. è stata rinominata Snap Inc. A febbraio 2017, Snapchat aveva 160.000.000 di utenti attivi al giorno, fino ad arrivare a 166.000.000 a maggio.

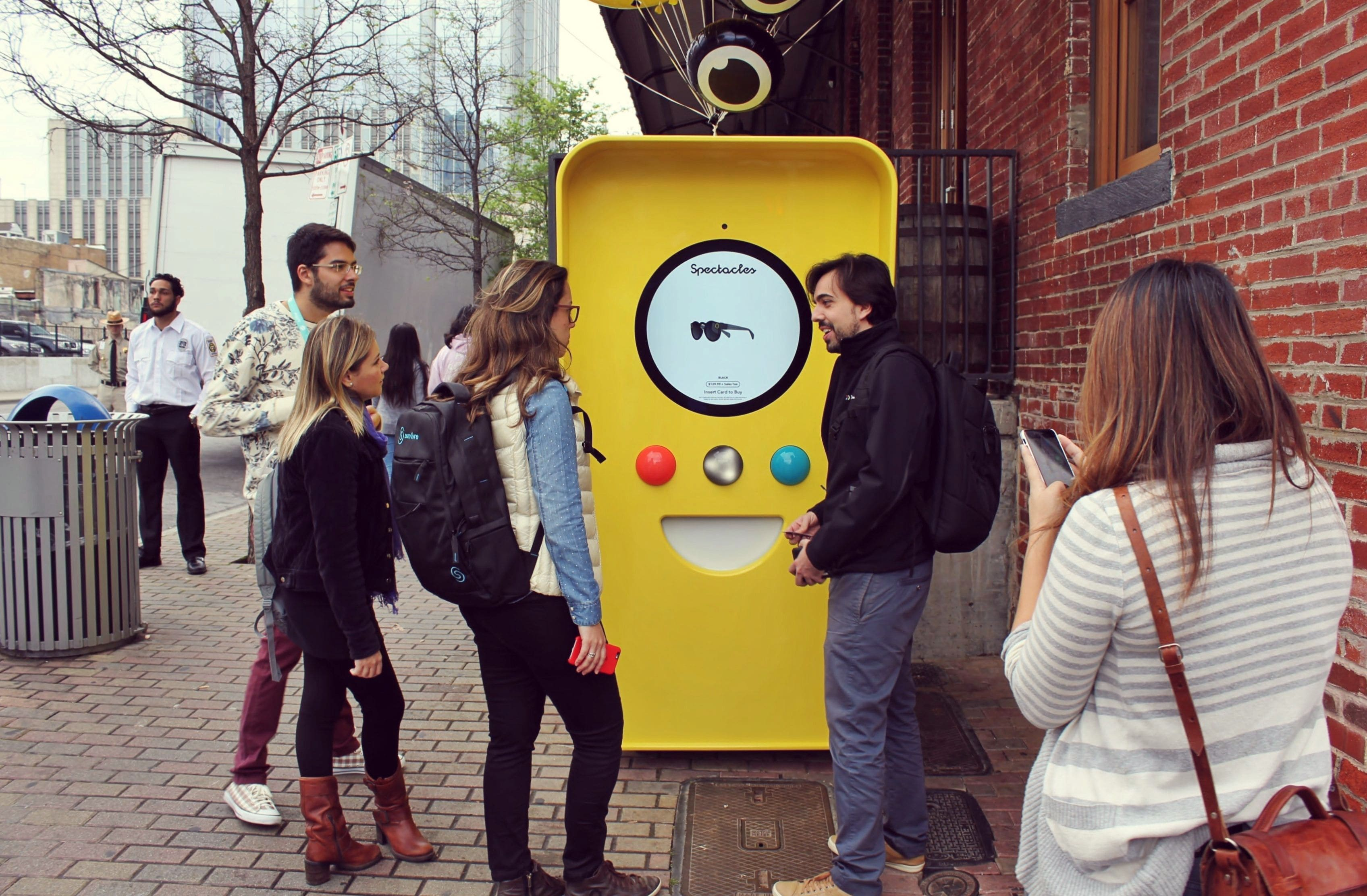
Distributore automatico di occhiali Snapchat a SXSW 2017, Austin, Texas

## Descrizione

### Funzionalità principali
Snapchat è conosciuto principalmente per la creazione di messaggi multimediali chiamati "snap"; questi consistono in una foto o in un breve video che l’utente può in seguito modificare con filtri, disegni e effetti speciali. La possibilità di inviare video e foto è un'opzione aggiunta nel dicembre 2012. Per girare un video bisogna tenere premuto il tasto per scattare foto, ma questi non possono durare più di 10 minuti. Dopo che il ricevente ha visualizzato una singola volta il video, esso scompare. In seguito, grazie ad alcuni aggiornamenti è stata aggiunta la funzione “Ricordi”, che serve a salvare gli snap personali. Inoltre sono stati aggiunti anche dei filtri vocali per modificare i suoni e le voci all'interno dei video e la modalità che permette di nascondere attraverso un pin segreto alcune foto.

### Storie e Discover
La funzionalità "Storie" è stata introdotta nell'ottobre 2013 col nome “La mia Storia”: permetteva di postare sull'app delle foto visibili per solo 24 ore. Nel giugno del 2015 viene introdotta "Discover", per risolvere tutti i problemi di utilizzo di app, come la stessa Snapchat ma anche BuzzFeed, CNN, ESPN e Mashable. L’ultima versione è stata pubblicata nel maggio 2017 ed è stata chiamata “Custom Stories”, invece nel giugno 2017 viene aggiunta all'app “Snap Map”, che permette di condividere la posizione con i propri amici.

### Messaggi

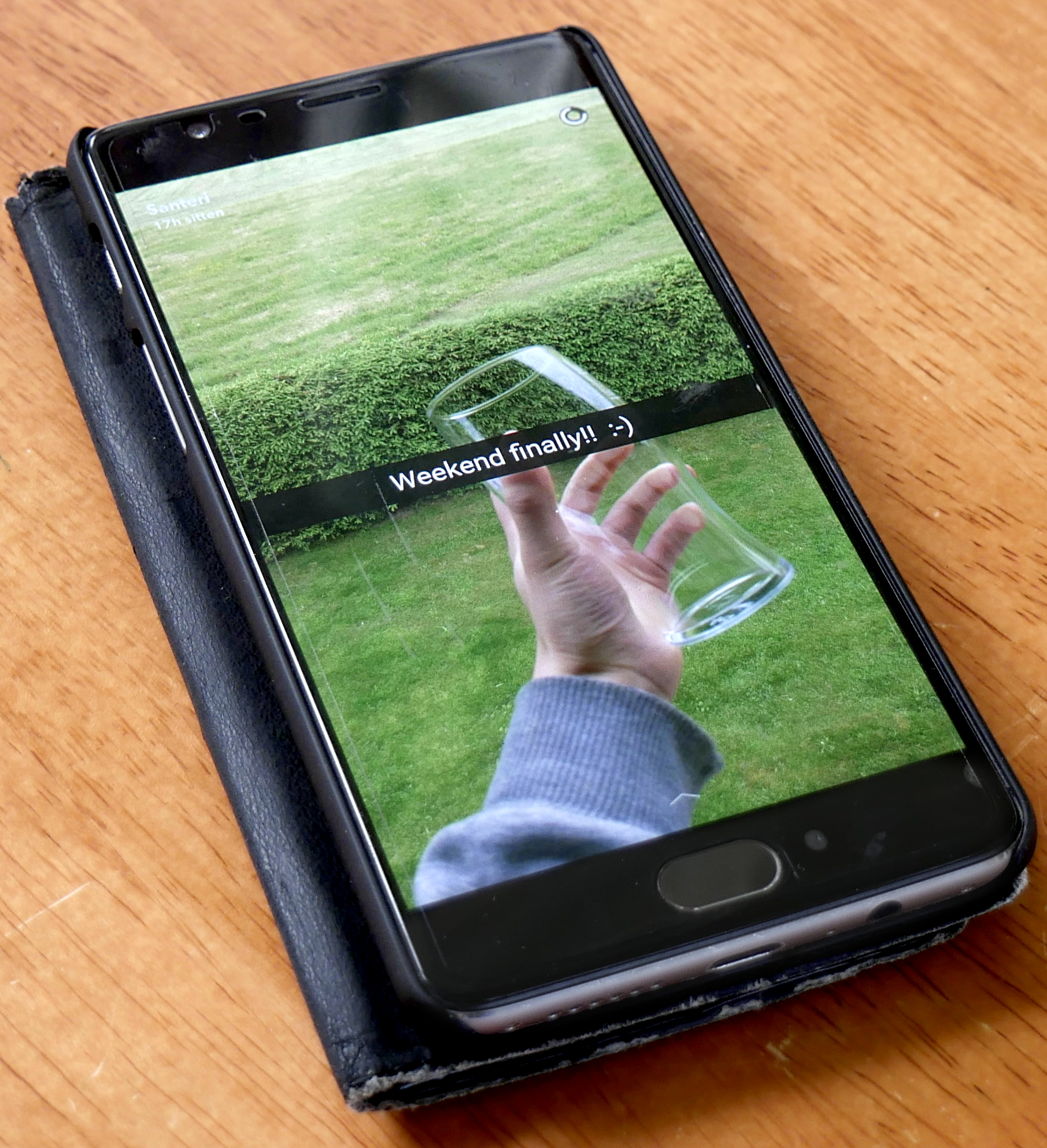
Esempio di Snap sul telefono

Per mandare un messaggio, l'utente deve accedere alla finestra del mittente e premere il pulsante che avvierà la registrazione di un filmato. Una delle caratteristiche principali è che il video potrà essere visualizzato solo una volta dal mittente, per il quale sarà quindi quasi impossibile catturare screenshot (salvare schermate). Inoltre, gli utenti possono usare i messaggi per rispondere dopo aver visto un certo “snap” (termine utilizzato per indicare generalmente i contenuti multimediali spediti tramite l'applicazione; si rifà al nome stesso del social network e rimanda alla rapidità ed immediatezza che lo caratterizzano). Il 29 marzo 2016 Snapchat ha lanciato la versione “Chat 2.0”, che ha aggiunto all'applicazione adesivi, note audio e video. Grazie a questa versione, l’utente può facilmente capire e individuare le differenti note audio, video e chat senza confonderle.

## Affari e multimedia

### Dati demografici
Nel 2014, i ricercatori dell'Università di Washington e della Seattle Pacific University hanno condotto un sondaggio sugli utenti di Snapchat per capire come e perché l'app veniva usata dagli utenti. I ricercatori hanno inizialmente ipotizzato che Snapchat venisse usata per mandare contenuti sensibili, come contenuti sessuali e sexting. I risultati di questa ricerca, però, smentiscono quest'ipotesi, perché si è scoperto che solo l'1,6% degli utenti ricorre a Snapchat principalmente per il sexting; ciononostante, il 15,6% ha ammesso di avere usato anche solo una volta questa piattaforma per inviare contenuti sessuali. I dati hanno riscontrato che Snapchat è usata soprattutto per i contenuti comici, quali ad esempio le faccine presenti. I risultati dello studio hanno quindi suggerito che gli utenti usano Snapchat prima di tutto perché la trovano divertente. Il 79,4% degli utenti è inoltre al corrente della possibilità che gli snap vengano recuperati, ma il 52,8% degli utenti non è influenzato da questa consapevolezza.

### Monetizzazione
Snapchat ha annunciato l'inserimento di spot pubblicitari il 17 ottobre 2014, poiché aveva bisogno di maggiori entrate dal punto di vista economico. La società ha inoltre dichiarato che non voleva inserire pubblicità che potessero danneggiare l'applicazione facendola diventare noiosa, ma che intendeva inserire il genere di pubblicità diffusa in precedenza, divertente e informativa, ma non invasiva. La prima pubblicità inserita da Snapchat è uscita il 19 ottobre 2014, e riguardava il trailer di un film horror intitolato Ouija. La funzione utilizzata per le pubblicità a pagamento è denominata "Scopri", inoltre per ogni visualizzazione l'app guadagna 15 centesimi di dollaro; le stime attestano che le pubblicità siano viste tra le 500.000 e 1.000.000 di volte al giorno, generando introiti considerevoli. Nel giugno 2015, Snapchat ha annunciato che avrebbe dato la possibilità agli inserzionisti di acquistare i geofiltri sponsorizzati per gli snapshot. Il primo acquirente è stata la famosa catena di panini McDonald's. A maggio 2016, Snapchat ha promosso il film X-men: Apocalisse, in cui la 20th Century Fox ha pagato l'intera gamma di obiettivi da sostituire con quelli basati sui personaggi della serie X-Men per un singolo giorno. Nell'aprile 2017, Snapchat ha introdotto uno strumento pubblicitario chiamato "Snap to Store", il quale consente alle aziende che utilizzano geosticker di monitorare se gli utenti acquistano il loro prodotto o visitano il loro negozio in un periodo di 7 giorni dopo aver visualizzato il loro geosticker.

## Controversie

### Hackeraggio del dicembre 2013
Il 31 dicembre 2013, Snapchat è stata hackerata da un gruppo australiano per dimostrare la vulnerabilità del suo sistema di protezione dei dati degli utenti. Gli hacker in questione hanno reso pubblici sul sito "snapchat.db" gli username e i numeri di telefono di 4.600.000 utenti.

### Federal Trade Commission
Nel 2014, Snapchat è stata accusata dalla Federal Trade Commission statunitense di non essere onesta con i suoi utenti riguardo alle tempistiche in cui i dati vengono cancellati. Snapchat non è stata multata, ma ha firmato un accordo in cui acconsentiva di essere monitorata in questo ambito per 20 anni. In seguito a questo accordo, Snapchat ha ora l'obbligo di essere trasparente riguardo ai suoi termini con i propri utenti.

### Riprogettazione grafica dell'app
Nel novembre 2017, Snapchat ha annunciato un rivoluzionamento della sua grafica.
Nel febbraio 2018, l'influencer Kylie Jenner ha pubblicato un tweet in cui si lamentava della nuova grafica dell'app, causando così a Snapchat una perdita di 1,3 miliardi di dollari.